# There's Nothing Holdin' Me Back
"There's Nothing Holdin' Me Back" é uma canção do cantor canadense Shawn Mendes, gravada para a reedição do seu segundo álbum de estúdio Illuminate (2016). Foi escrita por Mendes, Teddy Geiger, Geoff Warburton e Scott Harris, com produção de Geiger e Andrew Maury. Foi lançada como terceiro single do álbum em 20 de abril de 2017 pela Island Records. O videoclipe foi lançado em 20 de junho de 2017.

## Composição
"There's Nothing Holdin' Me Back" é uma faixa de pop rock "dance-y". Um editor da Billboard notou que ele apresenta algumas guitarras elétricas e vocais "tensos" no refrão. À medida que a faixa otimista progride, ela incorpora palmas, riffs de guitarra funky e baixo foot-tapping. O pré-refrão foi inspirado nos primeiros trabalhos de Timbaland e Justin Timberlake.

## Apresentações ao vivo
"There’s Nothing Holdin' Me Back" está no setlist da Illuminate World Tour. Mendes apresentou o single no The Graham Norton Show em 9 de junho de 2017, no Summertime Ball 2017 da Capital FM em 10 de junho, no The Tonight Show Starring Jimmy Fallon em 19 de junho, no MTV Video Music Awards de 2017 em 27 de agosto, e no MTV Europe Music Awards em 12 de novembro de 2017, no qual a Billboard nomeou sua performance como a segunda melhor da noite. Em 18 de maio de 2018, Mendes foi convidado na Reputation Stadium Tour de Taylor Swift, e cantou a canção ao lado de Swift no Rose Bowl em Pasadena, Califórnia.

## Videoclipe
O videoclipe da canção foi lançado em 20 de junho de 2017.